# Shibukawa
Shibukawa (japanska: 渋川市?, Shibukawa-shi) är en stad i Gunma prefektur i Japan. Staden fick stadsrättigheter 1954.